# Nikah urfi
Nikah urfi es un tipo de matrimonio musulmán. Es similar a la ceremonia matrimonial nikah excepto que la ceremonia no es anunciada públicamente. Un matrimonio urfi es un matrimonio que se realiza sin un contrato oficial. La pareja pronuncia las palabras, "Hemos contraído matrimonio" y se comprometen ante Dios. Por lo general se redacta un papel indicando que los dos cónyuges se encuentran casados, el cual es firmado por dos testigos.
Los matrimonios nikah urfi no son considerados matrimonios musulmanes válidos y no existen opciones de divorcio o protección para aquellos que recurren a este tipo de matrimonio. Solo Egipto ha aprobado leyes que le otorgan a los cónyuges de un matrimonio urfi el derecho al divorcio. Es originario y se practica especialmente en Egipto.

## Etimología
La palabra urfi (árabe: عرفي) proviene de la palabra árabe 'Urf, que significa costumbre, convención, o acto consuetudinario. Mientras que solo algunos sunnitas creen en la validez del urfi una gran mayoría apoya el misyar. Los matrimonios misyaar son muy comunes en los países árabes y están concebidos para recibir gratificación sexual de una forma legítima.
En un contexto moderno el urfi es utilizado para referirse a algo que es diferente de la ceremonia o procedimiento oficial. Por lo tanto el nikah urfi en un estado musulmán puede ser asimilado a algo parecido a un matrimonio tipo common-law en occidente, mientras que en algunos países, como por ejemplo Egipto, un nikah urfi es un matrimonio que se lleva a cabo sin la aprobación pública por parte de los guardianes de la novia, aun cuando el contrato es oficiado por un clérigo religioso y a veces por un representante del estado.

## Aspectos legales
Existen tres criterios que definen los aspectos legales en la jurisprudencia islámica (fiqh):
- Shari : algo que se encuentra claramente definido en la Sharia.
- 'Urfi : tradición o costumbre. Una definición de urfi es aceptable para la gente común sin requerir de ningún sustento científico o shari.
- Ilmi : una definición aportada por la ciencia.

Si la shariah define cierto tema entonces todos los musulmanes están obligados a adherir a dicha definición. Si la shariah no trata sobre un dado tema, los musulmanes deben regirse por la definición de urfi.
El matrimonio urfi ha existido desde siempre, aunque por razones diferentes según las épocas.
En el pasado, era común entre las viudas de los soldados que tenían grandes pensiones y que no querían perderlas si se casaban nuevamente de manera oficial. Sin embargo en la actualidad, es principalmente utilizado por estudiantes universitarios y parejas jóvenes que no pueden afrontar el alto costo del matrimonio.
Los matrimonios urfi indocumentados son cada vez más populares entre la juventud egipcia. El elevado costo del matrimonio fuerza a muchas parejas jóvenes a esperar varios años antes de poder contraer matrimonio. La sociedad conservadora egipcia prohíbe el sexo antes del matrimonio, por lo tanto numerosos jóvenes consideran al matrimonio urfi una solución. Los matrimonios urfi son realizados por un clérigo musulmán en presencia de dos testigos. Sin embargo, los mismos no se encuentran registrados de manera oficial y no son legalmente vinculantes desde un punto de vista financiero sobre el hombre. Las parejas unidas de esta manera a menudo se encuentran en secreto y evitan el costo de alquilar un departamento. Desde un punto de vista legal el matrimonio urfi puede ser desastroso para la esposa. Si el esposo la abandona sin otorgarle el divorcio, ella no posee ningún derecho legal de reclamar un divorcio dado que el matrimonio urfi es considerado ilegal. Por su parte el esposo se puede volver a casar. La esposa se encuentra en una posición más difícil. Si la esposa contrae matrimonio nuevamente, ella puede ser acusada de poliandria, delito que es castigado con hasta siete años de prisión en Egipto, o caso contrario ella puede permanecer soltera por el resto de su vida.
La nueva ley egipcia (aprobada en el 2000) le reconoce a la mujer su derecho a pedir el divorcio de un matrimonio urfi. Sin embargo, la ley le deniega el derecho de alimentos y soporte para el niño.
Existen también cierts matrimonios "'urfi" no-oficiales controvertidos, donde una pareja firma documentos declarándose unidos en matrimonio. La pareja no informa a sus familias sobre este matrimonio. Muchos clérigos egipcios se manifiestan contrarios a este tipo de matrimonio urfi denominándolo una cubierta para el sexo premarital.
Una forma extrema del matrimonio urfi se denomina zawag al-'urfi: que le otorga a la prostitución una cobertura islámica, esta modalidad es utilizada por algunas mujeres que acuerdan contratos secretos de matrimonio con sus visitantes veraniegos. Denominado zawag al-'urfi, en Egipto, este contrato se realiza sin testigos y por lo general termina en divorcio al finalizar el verano. La mayoría de los estudiosos islámicos de Egipto condenan este uso del zawag al-'urfi.